# Roqueredonde
Roqueredonde is een gemeente in het Franse departement Hérault (regio Occitanie) en telt 161 inwoners (2005). De plaats maakt deel uit van het arrondissement Lodève.

## Geografie
De oppervlakte van Roqueredonde bedraagt 24,1 km², de bevolkingsdichtheid is 6,7 inwoners per km².
De onderstaande kaart toont de ligging van Roqueredonde met de belangrijkste infrastructuur en aangrenzende gemeenten.

## Demografie
Onderstaande figuur toont het verloop van het inwonertal (bron: INSEE-tellingen).